# 世田谷文学賞
世田谷文学賞（せたがやぶんがくしょう）は、日本の文学賞。

## 概要
短歌・俳句・川柳・詩・随筆を募集している。応募資格は、世田谷区および区と縁組協定を結ぶ群馬県川場村の在住・在勤・在学者、もしくは世田谷文学館友の会会員となっている。作品規定は、詩の場合で400字詰原稿用紙3枚以内、随筆の場合で400字詰原稿用紙15枚以内、短歌・俳句・川柳の場合で郵便はがきの裏面に3首（句）連記とされ、いずれも日本語で書かれた未発表のオリジナル作品となっている。公益財団法人せたがや文化財団が管理する世田谷文学館が主催している。1981年に創設された。過去の受賞者には、第16回小説すばる新人賞受賞作家の山本幸久、第23回歴史文学賞受賞者の渡辺房男などがいる。